# Seychelles Democratic Party
De Seychelles Democratic Party (SDP, Nederlands: Democratische Partij van de Seychellen) werd in 1964 opgericht door James Mancham. 
Mancham's SDP streefde naar onafhankelijkheid van de Seychellen, maar wilde wel nauwe banden met Groot-Brittannië behouden. De partij wilde een sterke particuliere sector. 
In 1976 werden de Seychellen een onafhankelijke republiek en werd James Mancham de eerste president. France-Albert René van het Seychelles People's United Party (SPUP) werd premier. Mancham verbleef als president veel in het buitenland en tijdens een bezoek aan Londen voor een conferentie van het Britse Gemenebest in juli 1977 greep René de macht en maakte van de Seychellen een socialistische republiek. De SDP werd verboden.
Tot 1991 verbleef Mancham in het buitenland, maar in dat jaar kon hij naar de Seychellen terugkeren, omdat het meerpartijenstelsel weer werd ingevoerd en het democratiseringsproces op gang kwam. Mancham's Seychelles Democratic Party herrees onder de naam Democratic Party (DP). Bij de verkiezingen van 1993 en 1998 was de DP geen partij voor René's Seychelles People's Progressive Front (SPPF). Bij de verkiezingen 6 december 2002 verkreeg de DP van Mancham 3,1% van de stemmen. 